# Telecomunicações em Portugal
Portugal tem um mercado de telecomunicações moderno e flexível e uma grande diversidade de empresas de comunicações. A agência reguladora das telecomunicações é a ANACOM.
Portugal tem uma das mais altas taxas de utilizações de telemóveis no mundo, sendo que o número de aparelhos de comunicações móveis já ultrapassou o número da população total (à data de 2007, o número de utilizadores era de 13 413 milhões). Esta rede também oferece conexões sem fio à Internet móvel, e abrange todo o território. No final do primeiro trimestre de 2008 existiam em Portugal cerca de 1,713 milhões de utilizadores com acesso à internet em banda larga móvel e cerca 1,58 milhões de acessos à Internet fixa, dos quais aproximadamente 1,52 milhões em banda larga. Pela primeira vez, o número de utilizadores de banda larga móvel ultrapassou o número de clientes de banda larga fixa.
A maioria dos portugueses assiste à televisão através de cabo. Tendo em conta os crescimentos em ambas as tecnologias, no final do primeiro trimestre de 2008, os assinantes dos serviços de TV por subscrição suportados em redes de distribuição por cabo ou satélite (DTH) representavam cerca de 36,2 por cento dos alojamentos, mais 1 ponto percentual do que no trimestre anterior. A penetração destes serviços continua a ser superior à média nas Regiões Autónomas (que também verificaram crescimentos significativos). Em 2006, surgiu um novo serviço de televisão de subscrição baseado na tecnologia IPTV, televisão por internet.
Portugal já tem o serviço de Televisão Digital Terrestre (TDT) a abranger todo o território nacional, desde 2012. A operadora, PT Comunicações iniciou as simulações de emissões digitais baseadas na tecnologia de transmissão vídeo digital terrestre (DVB-T) em 2008, na área de Lisboa.
Ligações à internet estão disponíveis em muitos cafés, assim como em muitas estações de correios. Pode-se também navegar na internet em hotéis, centros comerciais e centros de conferência, em que zonas especiais estão reservadas para este fim. O livre acesso à internet também está disponível aos residentes em Portugal em «Espaços de internet», espalhados pelo país mas com maior incidência nos principais centros populacionais.

## Rádio

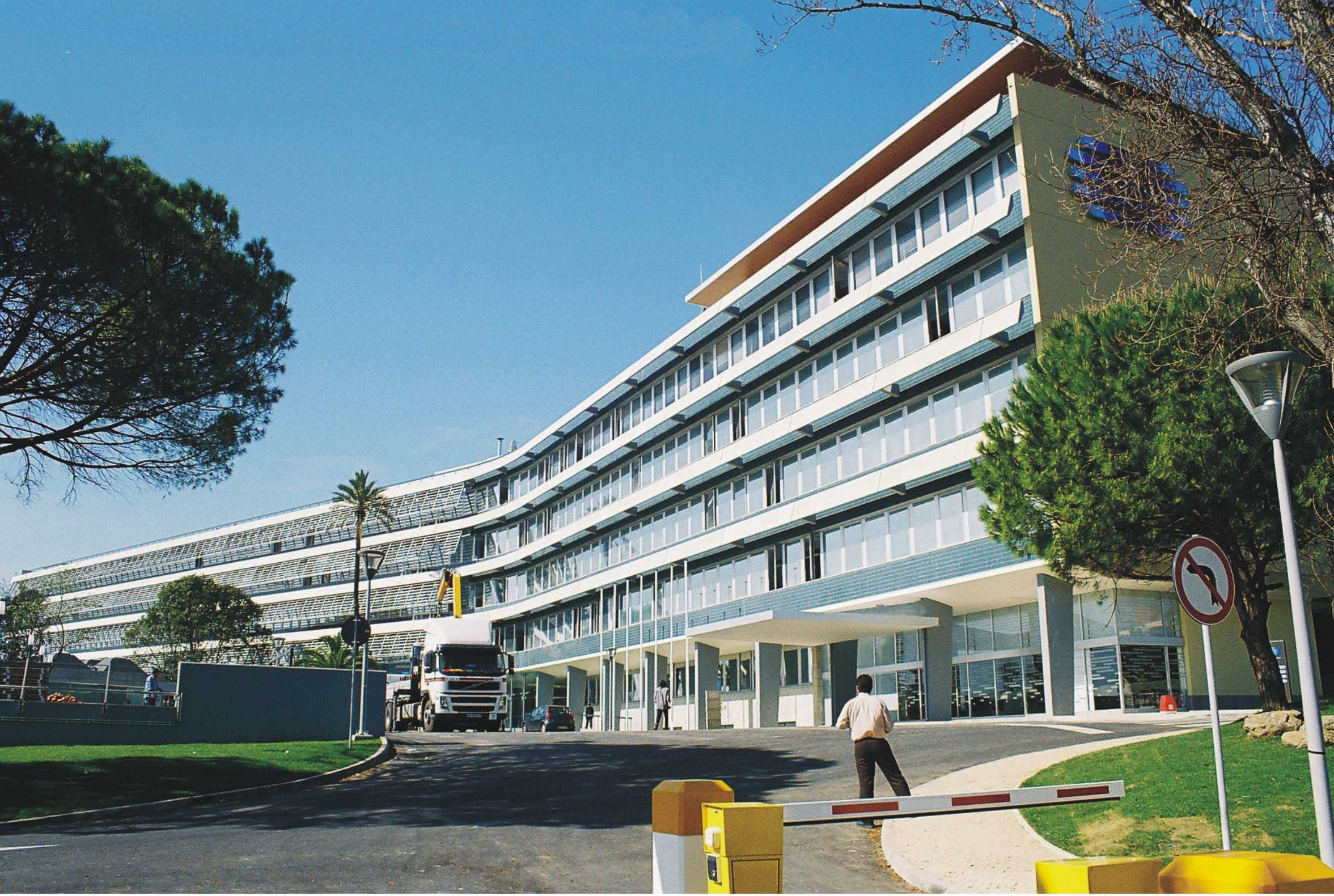
Sede da Rádio e Televisão de Portugal em Lisboa.

A rádio apareceu em Portugal no segundo quartel do século XX. As primeiras emissões, em Onda Média, realizaram-se em 1932, pela então Emissora Nacional, fundada oficialmente em 1935, mas existente desde 1930, aquando de um decreto que criou, na dependência dos CTT, a Direcção dos Serviços Radio eléctricos, autorizando, em simultâneo, a aquisição dos primeiros emissores de Onda Média e Onda Curta em Portugal. Em 1934, realizaram-se as primeiras emissões em Onda Curta. A Emissora Nacional foi essencialmente definida à imagem de congéneres europeias. Concebida num quadro político interno e externo em que as rádios nacionais desempenhavam sobretudo um papel de veículo dos interesses do Governo, esta característica acentuou-se ainda mais no caso português em função do regime do Estado Novo que vigorou até 1974. Após a queda do regime, as estações radiofónicas são nacionalizadas e é criada a RDP – Radiodifusão Portuguesa. A sua evolução prosseguiu, com reorganizações internas e reformas, e hoje é denominada de RTP – Rádio e Televisão de Portugal. Actualmente, a RTP, empresa pública estatal, tem três emissoras: Antena 1, Antena 2 e Antena 3. Para além destas, existem emissoras privadas, sendo as mais conhecidas e antigas, a Rádio Renascença, a Rádio Comercial, a TSF Rádio Notícias, a RFM e a Cidade FM. Também existem cerca de uma centena de rádios locais e regionais, sendo a Rádio Voz de Alenquer, a Rádio Seixal e a Rádio Festival as que se destacam pela grande aposta na música portuguesa. Com a evolução tecnológica, é possível ouvir a transmissão radiofónica pela internet e por telemóvel.

## Televisão

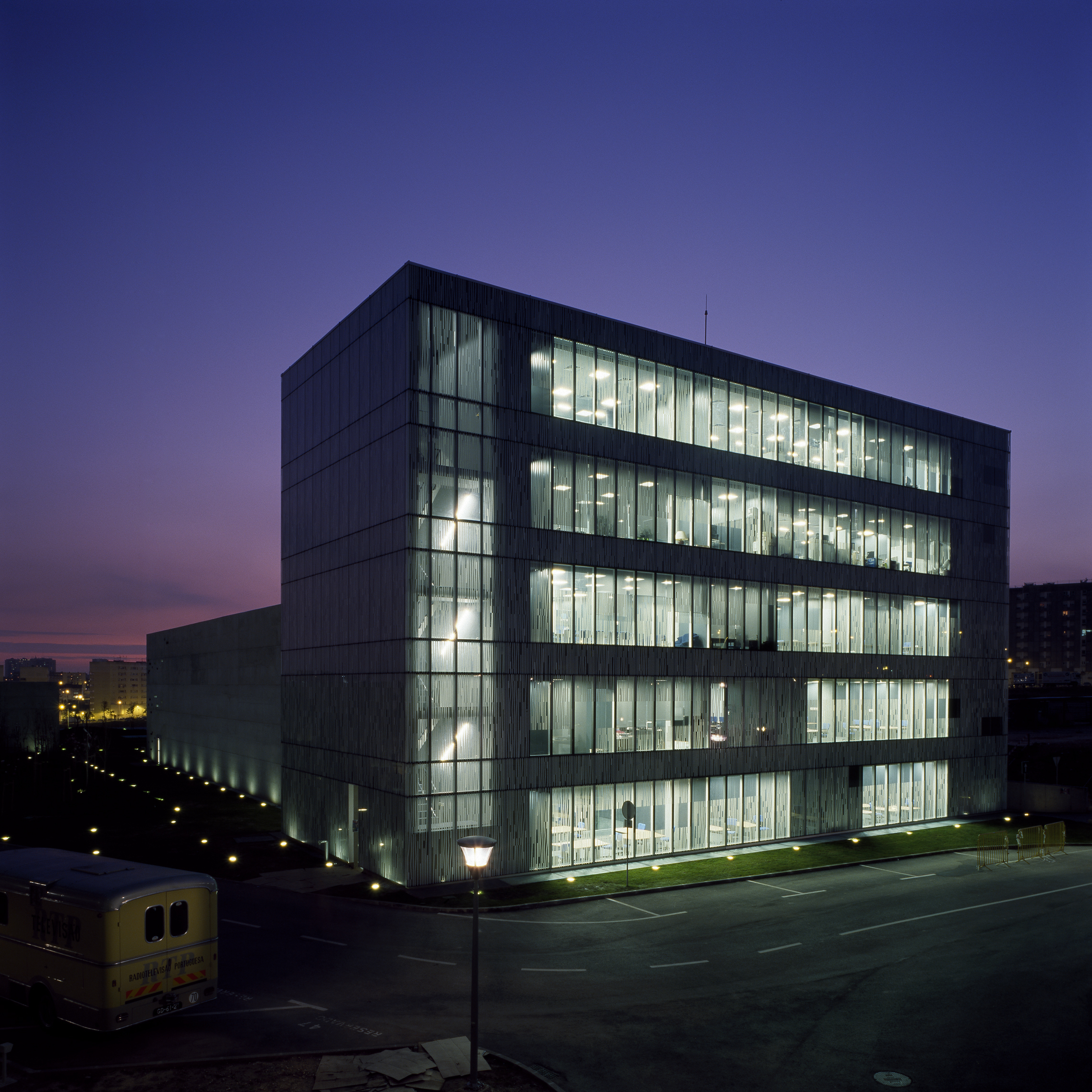
Centro de Produção da RTP em Chelas, inaugurado em 2007.

A televisão surgiu em Portugal na década de 1950. Por iniciativa do Governo, a constituição da RTP – Radiotelevisão Portuguesa, SARL é feita a 15 de Dezembro de 1955. Tratava-se, portanto de uma sociedade anónima, com capital tripartido entre o Estado, emissoras de radiodifusão privadas e particulares. As emissões experimentais da RTP (posteriormente, conhecida como RTP1) iniciaram-se em 1956, a partir da Feira popular, em Lisboa. No entanto, as emissões regulares, só se iniciariam a partir de 7 de Março de 1957. Devido à necessidade de organizar a programação de forma a satisfazer os telespectadores, criou-se a RTP 2, em 1968. Após o 25 de Abril de 1974, o estatuto da empresa concessionária da radiotelevisão foi alterado. Em 1975, a RTP foi nacionalizada, transformando-se na empresa pública Radiotelevisão Portuguesa, mais tarde Rádio e Televisão de Portugal. Nos finais do século, o Estado concedeu licença para a criação de duas estações de televisão: SIC (1992) e TVI (1993). Actualmente existem sete canais a emitir em sinal aberto em Portugal em TDT (DVB-T), na norma MPEG4/H.264: RTP 1, RTP 2, RTP 3, RTP Memória, Canal Parlamento, SIC e TVI. Para além dos canais nacionais, existem dois regionais: RTP Açores (1975) e RTP Madeira (1972). A RTP e a SIC possuem canais internacionais e por cabo. Em Portugal também é possível assistir a canais por cabo e via satélite. Com a evolução tecnológica, é possível ver televisão pela internet e por telemóvel.